# Hauke Luther
Hauke Luther (* 31. Mai 1965 in Schleswig) ist ein deutscher Springreiter.

## Leben
Luther stammt aus einer Reiterfamilie: Sein Vater ist Peter Luther, sein Bruder Thieß Luther. Er wuchs auf dem Hof der Eltern in Plön auf, dort gehörten Pferde „zu den natürlichen Spielkameraden“, wie das Hamburger Abendblatt 1993 schrieb. Hauke Luther wurde 1986 Landesmeister, Deutscher Meister und Europameister der Jungen Reiter. Anfang 1991 wechselte er nach Wedemark in den Stall von Dietrich Schulze. Luther nahm mehrmals an Nationenpreisen teil. Zu seinen internationalen Erfolgen gehören die Siege bei den Großen Preisen von Spangenberg (1991), Dublin (1992) (jeweils auf dem Pferd Gaylord) und Malmö (1998) (auf dem Pferd Little Gun).
1998 gewann er den Großen Preis von Verden, 2001 war er beim Hoys Grand Prix Bester und siegte 2004 beim Großen Preis von Neumünster. Er war als Bereiter auf dem Gut Angermünde tätig, im September 2010 gewann er das Springen auf den Hohenwalder Pferdetagen. Im Frühjahr 2011 wechselte Luther zum Stall Vineta nach Altenhagen. Im Juni 2013 siegte er im S-Springen des Turniers von Medelby. Später ging er als Springreitertrainer nach Norwegen.